# Hubert Klyne Headley
Hubert Klyne Headley (West Virginia, 1906 – 1996) was een Amerikaans componist, pianist en organist. 

## Levensloop
Headleys moeder was organiste. Op zijnde zesde verhuisde de familie naar Californië. Toen hij tien jaar oud was, hoorde hij voor het eerst muziek van Maurice Ravel, dat zou een blijven invloed op zijn muziek houden. Hij ging muziek studeren aan de University of the Pacific en slaagde in 1928, zette zijn studie voort aan de Eastman School of Music van Howard Hanson en rondde zijn studie aldaar af in 1937. 
Al twee jaar later ging hij zelf lesgeven aan de Universiteit van Santa Barbara en bleef daar tot 1954. In deze tijd was hij als opvolger van Maurice Faulkner ook dirigent van het University of California Symphony Orchestra in Santa Barbara. Gedurende die periode trok hij als componist maar ook als gelauwerd pianist de gehele wereld over, met als hoogtepunt een concertreeks waarbij hij dirigent was van zijn eigen werken; hij stond op de bok in bijvoorbeeld Parijs, Londen, Boedapest en Praag. 
Na 1954 verhuisde hij naar Seattle en begon les te geven aan de Cornish School for Applied Arts aldaar. Na een korte periode vertrok hij naar Vancouver om daar tot zijn dood te blijven. Zijn muziek is vrijwel onbekend en veel van zijn werken zijn verloren gegaan. In 2006 komt zijn muziek bij toeval bovendrijven (zie externe link).
Leerlingen van hem zijn Robert Buckley, bekend vanwege arrangementen voor Bryan Adams en Céline Dion en Stan MacDaniel, de laatste in medeverantwoordelijk voor de opnamen van zijn muziek in 2007.

## Composities (selectie)

### Werken voor orkest
- 1939 California Suite, voor orkest (ter gelegenheid van de The Golden Gate Exposition in 1939 in San Francisco)
  1. Golden Gate
  2. Yosemite
  3. Fiesta
- 1941 Concert Nr. 1 (Argentango), voor piano en orkest
- 1945 Concert Nr. 2, voor piano en orkest
- 1946 Symfonie Nr. 1 (for Radio), voor orkest
- 1950 Symfonie nr. 2 "Prelude to a Man", voor sopraan, alt, tenor bas solo, gemengd koor, sprekend koor, orkest en ballet  (ook bekend als: Prelude to Man, een symfonische cyclus in vier delen) - tekst: Chard Powers Smith

### Opera's
- 1946 Noche Serena (Opera)
- 1961-1962 The darkened city, opera in 3 aktes - libretto: Robert Glynn Kelly

### Werken voor koren
- 1968 Peace, voor orkest en kinderkoor

### Kamermuziek
- 1954 Sonate, voor cello en piano
- 1954 Sonata Ibérica, voor cello en piano
- 1957 Kwintet in twee delen, voor piano, strijkers en klarinet
- Septet, voor blazers en strijkers